# 胡振中

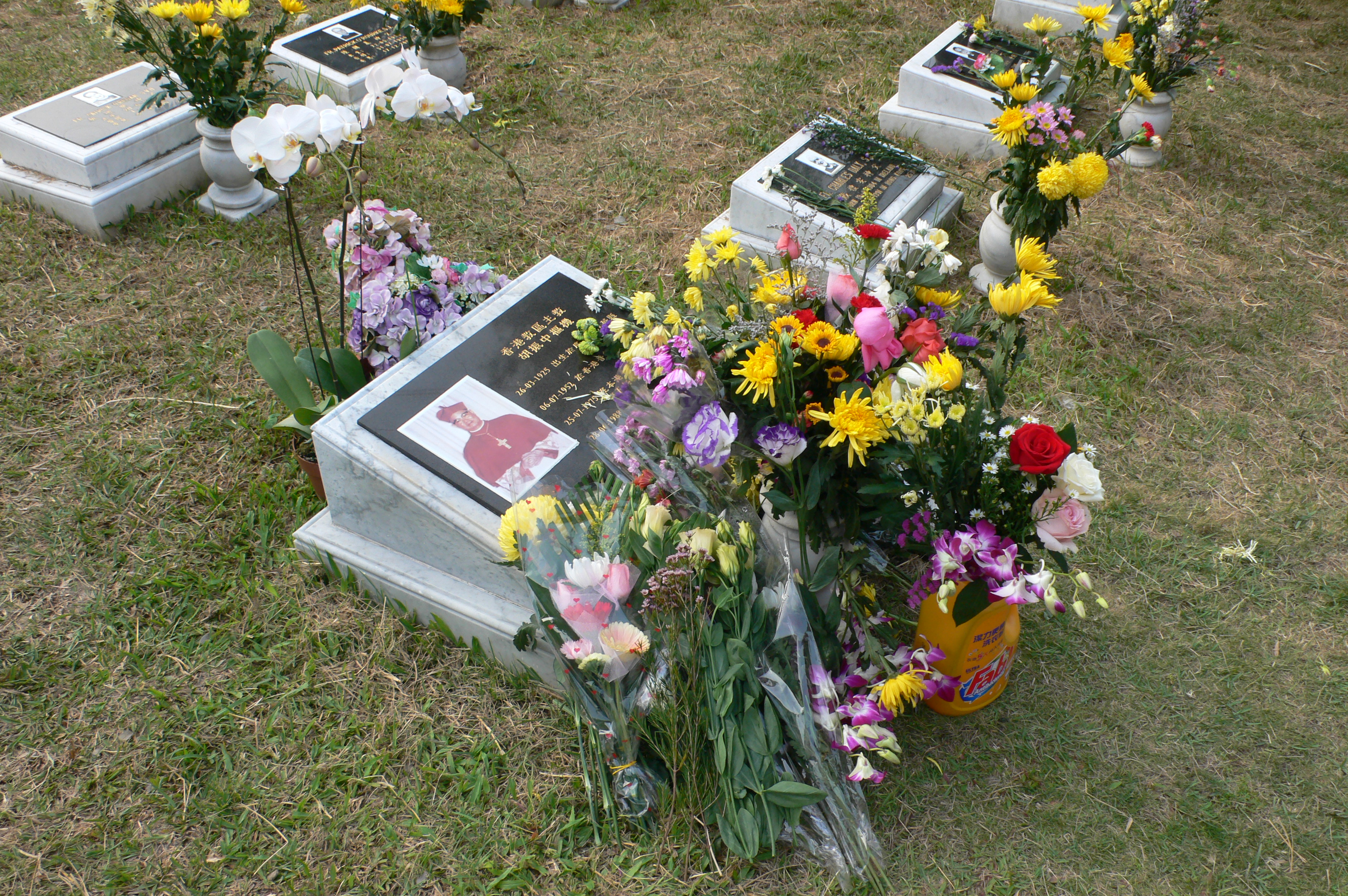
胡振中於香港跑馬地天主教聖彌額爾墳場的墳墓

胡振中的樞機牧徽。徽下為拉丁文「VERITATEM IN CARITATE」，意即「力行仁愛，實踐真理」。

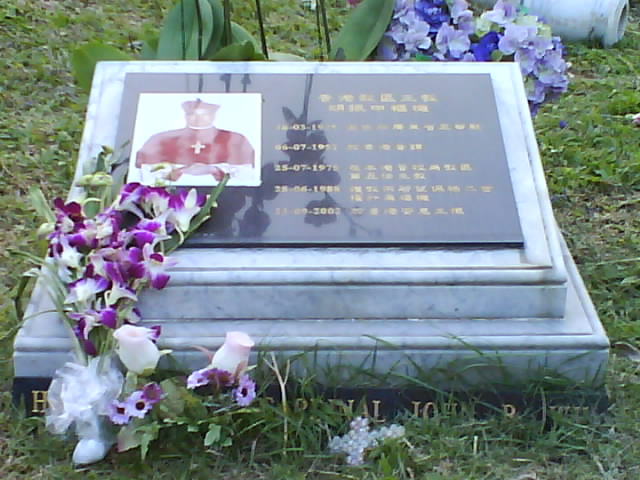
胡振中之墓（正面）

胡振中樞機（英語：John Baptist Wu Cheng-chung；1925年3月26日—2002年9月23日），生於中國廣東省五華縣河口鄉，生前為天主教香港主教，及後被擢升為樞機。2002年因骨髓癌於香港瑪麗醫院病逝，終年77歲。香港教區主教隨後由陳日君接任。

## 教育
胡振中於嘉應教區接受小學教育，於1940年進入當地修院接受中學教育，隨後於1946年8月在香港仔華南總修院攻讀哲學（1946年至1948年）及神學（1948年至1952年），1952年畢業。1953年7月前往羅馬，於宗座傳信大學攻讀聖教法律。1956年6月23日以優異成績取得教律學博士學位，其博士論文題為《舉行婚配特殊情況的法規》。

## 宗教事務
胡振中於出生地受洗，1952年7月6日於香港堅道主教座堂晉鐸，隨即在九龍東頭村難民中心工作。1956年至1957年先後到美國紐約、波士頓及芝加哥三個總主教區秘書處實習後，隨即赴台灣新竹教區苗栗縣擔任牧民工作。1975年4月5日獲教宗保祿六世委任為第五任香港教區主教以繼任逝世的李宏基主教，並於1988年5月29日獲教宗若望·保祿二世宣佈任命為樞機，並於同年6月29日正式就任，是香港首位樞機。就任樞機後，胡振中曾任宗座萬民福音部、宗座大眾傳播委員會和禮儀及聖事部的成員。

## 政治及社會事務
鑑於《中英聯合聲明》的簽署，胡振中於1984年8月15日以主教身份發表聲明，期望《聯合聲明》及《基本法》均會明文規定保障宗教信仰自由。1985年3月，胡振中訪問北京和上海，成為1949年以來首位訪問大陸的香港教區主教。1989年7月11日，因應六四事件，胡振中致函全球主教，懇請他們呼籲中國推行法治民主。另外每逢各級議會選舉，胡振中亦會呼籲教徒積極參與。
胡振中於1999年6月6日發表牧函以支持港人內地出生子女的居港權，並批評香港特區政府尋求全國人大常委會解釋基本法的做法，是「引發港人對內地人的抗拒，......動搖港人家庭的根基、使人懷疑中央推行『一國兩制、高度自治』的承諾，打擊國際人士對香港的信心......。」。

## 爭議事件
《南華早報》於2002年揭發在胡振中任香港教區主教期間，共有三名神職人員涉及性侵犯兒童，但教區只對有關內部處分而未有報警，另向受害者提供輔導和賠償，故此被質疑有知情不報及妨礙司法公正之嫌。教區隨後成立跨專業小組，以防止同類的性侵犯事件再發生。

## 死亡日期巧合
香港教區的三位華人主教皆是隔月同日逝世，而至今所有已離世的香港教區主教逝世日同是「3」字尾日。